# Cantón de Ay
El cantón de Ay era una división administrativa francesa, que estaba situada en el departamento de Marne y la región de Champaña-Ardenas.

## Composición
El cantón estaba formado por veinte comunas:
- Ambonnay
- Avenay-Val-d'Or
- Ay
- Bisseuil
- Bouzy
- Champillon
- Cormoyeux
- Cumières
- Dizy
- Fontaine-sur-Ay
- Germaine
- Hautvillers
- Louvois
- Magenta
- Mareuil-sur-Ay
- Mutigny
- Romery
- Saint-Imoges
- Tauxières-Mutry
- Tours-sur-Marne

## Supresión del cantón de Ay
En aplicación del Decreto nº 2014-208 de 21 de febrero de 2014, el cantón de Ay fue suprimido el 22 de marzo de 2015 y sus 20 comunas pasaron a formar parte; dieciocho del nuevo cantón de Épernay-1 y dos del nuevo cantón de Dormans-Paisajes de Champaña.